# Teramo Basket 2009-2010
Questa voce raccoglie le informazioni riguardanti il Teramo Basket nelle competizioni ufficiali della stagione 2009-2010.

## Stagione
La stagione 2009-2010 del Teramo Basket, sponsorizzato Banca Tercas, è la 7ª nel massimo campionato italiano di pallacanestro.

## Roster
| Banca Tercas Teramo 2009-10 | Banca Tercas Teramo 2009-10 |
| Giocatori                   | Staff tecnico               |
| --------------------------- | --------------------------- |

| N. | Naz.                                       | Ruolo | Nome                 | Anno | Alt.   | Peso   |  |
| -- | ------------------------------------------ | ----- | -------------------- | ---- | ------ | ------ |  |
| 4  | Stati Uniti (bandiera) · Belgio (bandiera) | G     | Ryan Hoover          | 1974 | 188 cm | 83 kg  |  |
| 5  | Italia (bandiera)                          | P     | Gennaro Valentino    | 1989 | 190 cm |        |  |
| 6  | Stati Uniti (bandiera)                     | A     | Bobby Jones          | 1984 | 201 cm | 98 kg  |  |
| 8  | Italia (bandiera)                          | P     | Giuseppe Poeta       | 1985 | 190 cm | 78 kg  |  |
| 9  | Italia (bandiera)                          | AC    | Valerio Amoroso      | 1980 | 204 cm | 107 kg |  |
| 11 | Italia (bandiera)                          | P     | Tommaso Marino       | 1986 | 191 cm | 75 kg  |  |
| 12 | Canada (bandiera) · Irlanda (bandiera)     | C     | Jesse Young          | 1980 | 207 cm | 104 kg |  |
| 13 | Italia (bandiera)                          | A     | Gianluca Lulli (C)   | 1972 | 196 cm | 101 kg |  |
| 14 | Argentina (bandiera) · Italia (bandiera)   | AP    | Bruno Cerella        | 1986 | 194 cm | 93 kg  |  |
| 15 | Stati Uniti (bandiera)                     | C     | James Thomas         | 1980 | 203 cm | 117 kg |  |
| 16 | Stati Uniti (bandiera)                     | G     | Drake Diener         | 1981 | 196 cm | 90 kg  |  |
| 18 | Italia (bandiera)                          | AC    | Achille Polonara     | 1991 | 203 cm | 90 kg  |  |
| 31 | Romania (bandiera)                         | C     | Virgil Stănescu      | 1977 | 207 cm | 122 kg |  |
| 32 | Slovenia (bandiera)                        | AC    | Goran Jurak          | 1977 | 203 cm | 112 kg |  |
| -  | Italia (bandiera)                          | C     | Andrea Cimini        | 1991 |        |        |  |
| -  | Italia (bandiera)                          | P     | Vincenzo Di Giuseppe | 1993 |        |        |  |
| -  | Italia (bandiera)                          | P     | Giovanni Laquintana  | 1991 | 185 cm |        |  |
| -  | Italia (bandiera)                          | G     | Daniele Pacella      | 1994 |        |        |  |
| -  | Italia (bandiera)                          | C     | Andrea Cimini        | 1991 |        |        |  |

| Allenatore                                                                    |
| - Andrea Capobianco                                                           |
| Assistente/i                                                                  |
| - Marco Ramondino Legenda - (C) Capitano - (IN) Inattivo - Infortunato Roster |

## Mercato

### Sessione estiva
| Acquisti | Acquisti          | Acquisti          | Acquisti   | Acquisti |
| R.       | Nome              | da                | Modalità   |          |
| -------- | ----------------- | ----------------- | ---------- | -------- |
| P        | Tommaso Marino    | Fulgor Omegna     | definitivo |          |
| G        | Drake Diener      | Scandone Avellino | definitivo |          |
| A        | Bobby Jones       | S. Falls Skyforce | definitivo |          |
| C        | James Thomas      | Fortitudo Bologna | definitivo |          |
| C        | Jesse Young       | Murcia            | definitivo |          |
| P        | Gennaro Valentino |                   | definitivo |          |

| Cessioni | Cessioni          | Cessioni          | Cessioni       |
| R.       | Nome              | a                 | Modalità       |
| -------- | ----------------- | ----------------- | -------------- |
| C        | Jacob Jaacks      | Hapoel Afula      | fine contratto |
| AC       | Brandon Brown     | Triboldi          | fine contratto |
| G        | Jaycee Carroll    | Gran Canaria      | fine contratto |
| AP       | David Moss        | Mens Sana Siena   | fine contratto |
| P        | Alessandro Piazza | Fortitudo Bologna | fine prestito  |

### Dopo l'inizio della stagione
| Acquisti | Acquisti        | Acquisti        | Acquisti        | Acquisti   |
| R.       | Nome            | da              | Data            | Modalità   |
| -------- | --------------- | --------------- | --------------- | ---------- |
| AC       | Goran Jurak     | Free agent      | 16 ottobre 2009 | definitivo |
| C        | Virgil Stănescu | Steaua Bucarest | 23 ottobre 2009 | definitivo |

| Cessioni | Cessioni     | Cessioni   | Cessioni        | Cessioni    |
| R.       | Nome         | a          | Data            | Modalità    |
| -------- | ------------ | ---------- | --------------- | ----------- |
| C        | James Thomas | Free agent | 21 gennaio 2010 | rescissione |